# Maurício Morandi
Pour les articles homonymes, voir Morandi.
Maurício Morandi (né le 28 avril 1981 à Farroupilha) est un coureur cycliste brésilien. Son frère jumeau Fabrício est également coureur cycliste.

## Palmarès et résultats

### Palmarès par année
- 2001
  - 2e des 500 Millas del Norte
- 2003
  - 2e du Tour de Santa Catarina
- 2005
  - 5e étape du Tour de Porto Alegre
  - Classement général du Tour du Paraná
- 2006
  - 3e du Tour de Santa Catarina
- 2008
  - Classement général du Tour de l'intérieur de São Paulo
- 2009
  - 2e étape du Tour de Gravataí
  - 3e du championnat du Brésil sur route
- 2010
  - 3e du Tour de Rio
- 2013
  - 3e du Tour de Santa Catarina

### Classements mondiaux
| Année            | 2005 | 2006 | 2007 | 2008 | 2009 | 2010 | 2011 |
| ---------------- | ---- | ---- | ---- | ---- | ---- | ---- | ---- |
| UCI America Tour | 45e  |      |      |      | 64e  | 77e  | 107e |